# NGC 2305
NGC 2305 ist eine elliptische Galaxie vom Hubble-Typ E2/P im Sternbild Fliegender Fisch am Südsternhimmel. Sie ist schätzungsweise 147 Millionen Lichtjahre von der Milchstraße entfernt.
Das Objekt wurde am 30. November 1834 von John Herschel entdeckt.